# Полет 5463 на „Аерофлот“
Полет 5463 на „Аерофлот“ е съветски вътрешен пътнически полет от летище „Челябинск“, Челябинск, Руска СФСР, до летище „Алма-Ата“, Алмати, Казахска ССР, Съветски съюз, управляван от „Аерофлот“‎. На 30 август 1983 г. самолетът „Туполев Ту-134A“, който изпълнява полета, се разбива и западния склон на планината Долан на височина от 690 м и на около 30 км от летище „Алма-Ата“, в резултат на което са убити всички 84 пътници и 6 души екипаж на борда на машината. По време на инцидента има купесто-дъждовна облачност на височина от около 3000 – 4500 м и видимост от 10 км.
Установено е, че контролът на въздушното движение дава грешни инструкции на екипажа свързани с курса на завиване. Впоследствие контролът на въздушното движение дава правилен курс, но инструктира екипажа да се спусне до 600 м, докато минималната безопасна височина за околния терен е 4620 м. Екипажът разбира, че самолетът е в курс на сблъсък с планински терен и има право да игнорира нарежданията в тази ситуация, съгласно съветските правила за полети, но не го прави. След предупреждение за близост до земята, вместо да започне спешно изкачване, екипажът отлага всеки опит за това до 1 – 2 секунди преди удара.
Катастрофата се дължи на няколко причини, които включват нарушение на одобрената схема за заход към летище „Алма-Ата“, неспособност на ръководителя на полета да следи ситуацията и нарушение на ръководството за летателна експлоатация от екипажа за изпълнение на инструкциите на крайния ръководител за спускане под безопасна височина.